# Narathiwat
Narathiwat (in thailandese นราธิวาส) è una città minore (thesaban mueang) della Thailandia di 40 287 abitanti (2021). Il territorio comunale occupa una parte del distretto di Mueang Narathiwat, che è il capoluogo della provincia di Narathiwat, nel gruppo regionale della Thailandia del Sud. 

## Geografia fisica

### Territorio
Narathiwat è affacciata sulle rive di sud-ovest del Golfo di Thailandia, alla foce del fiume Bang Nara. Il territorio è pianeggiante con alcuni rilievi a sud e a ovest della città. Si trova a 1.143 km a sud di Bangkok e 42,7 km a nord-ovest della frontiera con la Malaysia. La spiaggia cittadina è lunga 5 km.

### Clima
Secondo la classificazione climatica di Köppen, la città ha un clima tropicale monsonico particolarmente piovoso, con frequenti precipitazioni durante tutto l'anno. Non vi sono particolari differenze di temperatura tra la stagione calda e quella fresca. La più alta media mensile delle temperature massime è di 33,4° a maggio, durante la stagione secca, con un picco di 39° registrato a maggio, mentre la più bassa media mensile delle minime è di 22,9° a gennaio e febbraio, nella stagione fresca, con un picco di 18,7° a febbraio. La media massima mensile delle precipitazioni piovose è di 562,5 mm in dicembre, nella stagione delle piogge, con un picco giornaliero di 442,7 mm in novembre. La media minima mensile è di 53,7 mm in febbraio. La stagione fresca va da gennaio a marzo, quella secca da marzo ad aprile e quella delle piogge da maggio a dicembre.

## Storia
La città fece parte del Sultanato di Pattani, uno Stato islamico malese tributario del Regno di Ayutthaya siamese. Il sultanato tentò più volte nel corso dei secoli di affrancarsi dal dominio siamese e nel 1817 il governo di Bangkok reagì imponendo il frazionamento di Pattani in diversi principati, da cui sarebbero nate in seguito le odierne province dell'estremo sud della Thailandia, tra cui quella di Narathiwat. Il sultanato fu forzatamente annesso al Siam nel 1909, ad eccezione della parte meridionale che fu ceduta alla Malesia a quel tempo controllata dai britannici, e la popolazione è rimasta in larga maggioranza di fede musulmana. Narathiwat era in origine un piccolo villaggio di pescatori chiamato dai siamesi Ban Bang Nara, posto sotto l'amministrazione del distretto di Sai Buri.  In quegli anni crebbe notevolmente e nel 1915 ricevette la visita del re Rama VI, che in quell'occasione lo ribattezzò Narathiwat. Il centro abitato continuò a crescere e nel 1922 divenne il centro della nuova provincia di Narathiwat.
I governi siamesi/thailandesi hanno sempre perseguito una politica di assimilazione culturale e politica nei confronti delle minoranze etniche, che ha incontrato una forte resistenza a Narathiwat e nelle province vicine. Nel XX secolo nacquero dei movimenti separatisti in opposizione al governo centrale e ne scaturì un conflitto definito "insurrezione nella Thailandia del Sud", che è proseguito nel XXI secolo e ha causato migliaia di vittime. Sia le forze dell'ordine che i ribelli si sono resi protagonisti di episodi di violenza di estrema gravità, tra cui alcune stragi occorse anche in città e in provincia.
Tra gli sforzi compiuti dal governo thailandese per imporre il proprio controllo sulle province a maggioranza musulmana, vi sono stati gli aiuti offerti a membri dell'etnia thai per farli trasferire in queste province. Da parte loro, i ribelli dei gruppi separatisti hanno invitato i membri dell'etnia thai presenti nella zona a non collaborare con le forze dell'ordine, minacciando rappresaglie. Con il suo continuo sviluppo, Narathiwat acquisì lo status di città minore (Thesaban mueang) nel 1936 e nel 1956 la superficie del comune venne portata a 7,5  km².

## Monumenti e luoghi d'interesse
Uno dei più importanti edifici religiosi cittadini è la moschea centrale di Narathiwat, costruita su tre piani in stile arabo. Tra le attrazioni della zona circostante vi sono il parco buddhista di Khao Kong, dove si trova l'imponente statua dorata di Phra Phuttha Thaksin Ming Mongkol, le cascate di Pa Jo e la foresta torbiera Sirindhorn, la più grande nel suo genere in Thailandia.

## Società
Secondo un'indagine pubblicata nel 2019, l'83% della popolazione nelle tre province meridionali di Naratthiwat, Pattani e Yala parlava come prima lingua il malay di Pattani, una variante locale della lingua malese, entrambe normalmente scritte con l'uso dell'alfabeto jawi. Nelle scuole governative veniva per tradizione insegnata esclusivamente la lingua thailandese, con la quale i bambini di etnia malay incontrano sostanziali difficoltà rispetto agli studenti di etnia thai. Dai primi anni del XXI secolo, la lingua thai ha acquisito maggiore diffusione nella aree urbane della zona, dove spesso viene parlato un linguaggio ibrido che comprende vocaboli di entrambe le lingue. Parallelamente, in quegli stessi anni ha avuto inizio un programma di studi che viene seguito nelle scuole pubbliche per promuovere il bilinguismo, rivitalizzando la lingua malay di Pattani e facilitando l'apprendimento della lingua thai ai bambini malay.

## Economia
Le maggiori attività del porto cittadino sono la pesca e i trasporti marittimi, mentre la zona circostante basa l'economia sull'agricoltura, in particolare con vaste piantagioni di palme da cocco, riso e alberi della gomma. Nella provincia vi sono le più importanti miniere d'oro della Thailandia. Il turismo è in fase di sviluppo, ma è limitato a causa delle precauzioni necessarie per i problemi legati all'insurrezione dei separatisti nelle province meridionali del Paese.

## Infrastrutture e trasporti
L'aeroporto di Narathiwat si trova 18 km a nord della città. La stazione ferroviaria più vicina è quella di Tan Yong Mat, a 24 km dalla città, dove si fermano i treni della linea meridionale della Ferrovia di Stato della Thailandia. La strada statale 42 collega verso nord la città a Pattani, per poi congiungersi con la statale 4 Phet Kasem, la principale arteria tra Bangkok e il sud; verso sud la statale 42 si sviluppa verso sud-est lungo la costa e raggiunge Tak Bai, città sul mare nei pressi del confine malese. La statale 4056 porta nell'entroterra a Su-ngai Kolok, uno dei principali valichi di frontiera con la Malaysia.